# Гарден Прери (Илиноис)
Гарден Прери (енгл. Garden Prairie) град је у америчкој савезној држави Илиноис.

## Демографија
По попису из 2010. године број становника је 352.
| Група             | 2000.    | 2010.       |
| Белци             | 0 (0,0%) | 281 (79,8%) |
| Афроамериканци    | 0 (0,0%) | 0 (0,0%)    |
| Азијати           | 0 (0,0%) | 0 (0,0%)    |
| Хиспаноамериканци | 0 (0,0%) | 59 (16,8%)  |
| Укупно            | 0        | 352         |